# Udo von Soosten
Udo von Soosten (* 24. März 1923 in Wehdel, Landkreis Wesermünde; † 5. August 1986 in Bad Oeynhausen) war ein deutscher Politiker (CDU) und Mitglied des Niedersächsischen Landtages.

## Leben
Nach der Volksschule besuchte Udo von Soosten für zwei Jahre eine staatliche Handelsschule. Er absolvierte eine Ausbildung zum Landwirt und wurde danach im Zweiten Weltkrieg Soldat in den Jahren 1942 bis 1945. Nach Kriegsende besuchte er 1947 eine Schule für Landwirte. 
Er übernahm den Vorsitz im Trinkwasserverband Wesermünde-Mitte in Bederkesa und den Vorsitz bei einer Flurbereinigung in Wehdel-Geestenseth. Im Niedersächsischen Städte- und Gemeindebund war er Präsident.
Ab 1956 wurde er in der Gemeinde Wehdel in den Rat gewählt und wurde fünf Jahre später Bürgermeister und Gemeindedirektor (als Ehrenamt). Im Landkreis Wesermünde wurde er als Abgeordneter in den Jahren 1964 bis 1976 in den Kreistag gewählt und ab 1976 Kreistagsabgeordneter für den Landkreis Cuxhaven.
Vom 21. Juni 1970 bis 20. Juni 1986 war er Mitglied des Niedersächsischen Landtages (7. bis 10. Wahlperiode).
Er war verheiratet und hatte zwei Kinder.

## Ehrungen
- 1983: Verdienstkreuz 1. Klasse der Bundesrepublik Deutschland